# Richard Nelson Frye
Richard Nelson Frye (Birmingham, 10 de janeiro de 1920 – Boston, 27 de março de 2014) foi um orientalista e historiador estadunidense.